# 卡里皮托
10°6′40″N 63°6′17″W / 10.11111°N 63.10472°W

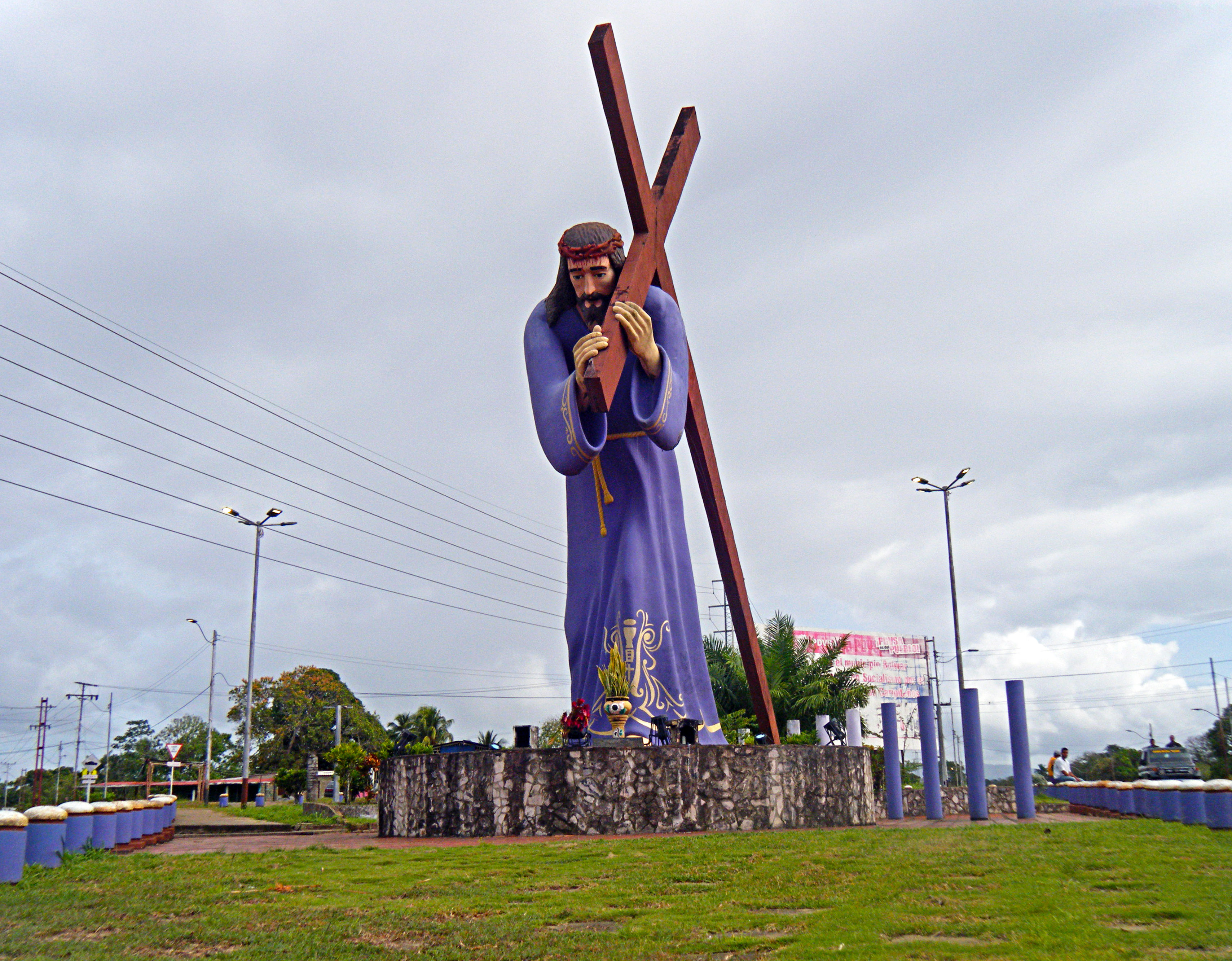

卡里皮托（西班牙語：Caripito），是委內瑞拉的城鎮，位於該國東部莫納加斯州，是玻利瓦市的首府，始建於1878年，該鎮港口是油船到達和離開的地點，2011年人口34,777。